# Ранкагва
Ранкагва (шп. Rancagua) је општина у Чилеу. По подацима са пописа из 2002. године број становника у месту је био 206.971.

## Демографија
| 2002.   |
| ------- |
| 206.971 |